# Ramen

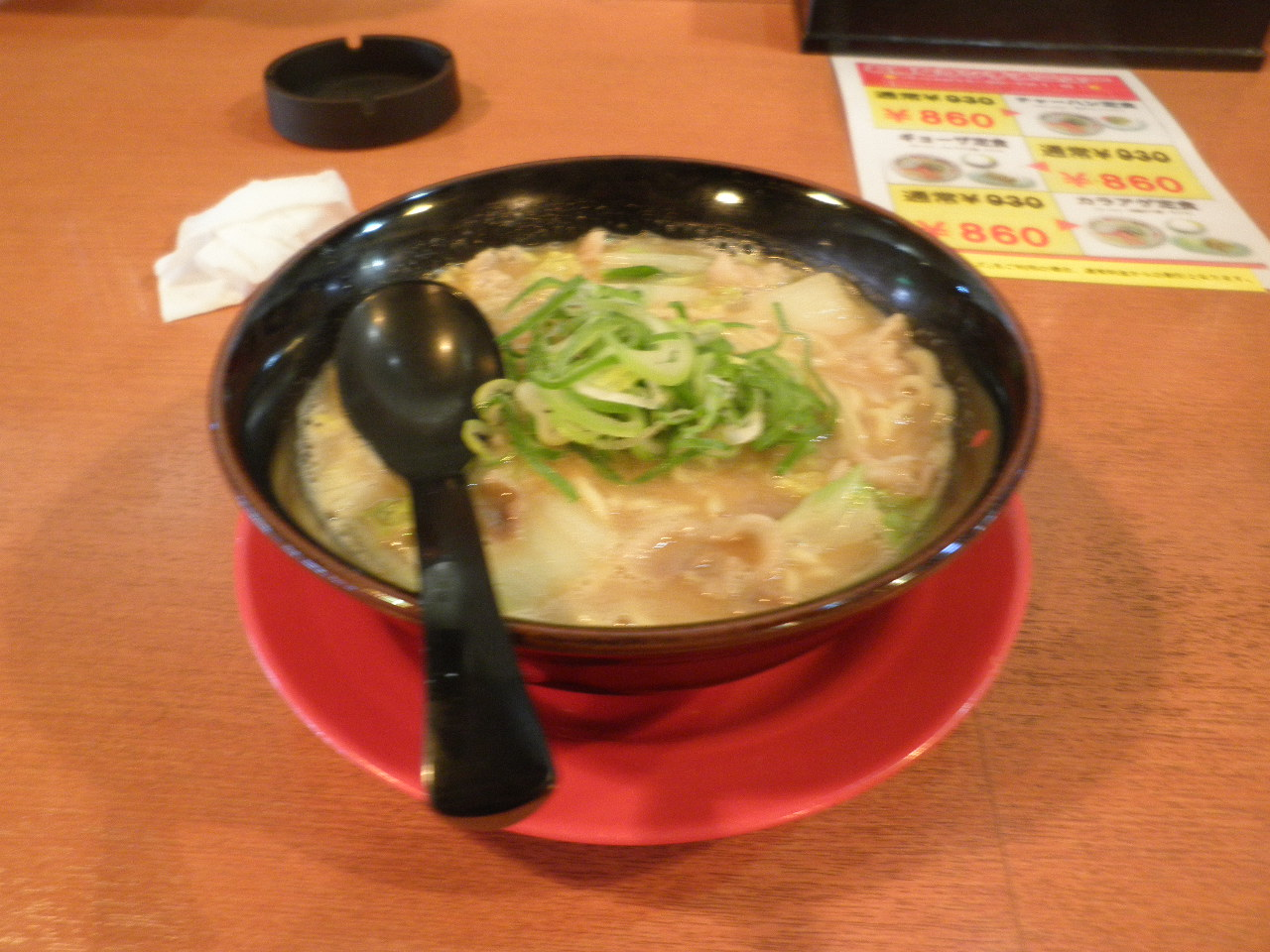
Ramen

Ramen (japanisch ラーメン rāmen) ist eine japanische Nudelsuppe. Das Gericht hat seine Wurzeln im Kaiserreich China und wurde im 19. Jahrhundert von der japanischen Küche übernommen, angepasst und weiterentwickelt. In Japan werden Ramen in Restaurants und Lokalen angeboten, die sich auf den Verkauf dieser Nudelsuppengerichte spezialisiert haben, sogenannte ramen-ya. Außerhalb Japans und Asiens sind Ramen auch als Imbiss oder industriell hergestellte schnell zubereitete Instantsuppen bekannt.

## Bedeutung
Die „einfache“ Hauptspeise Ramen gehört in Japan zu den wichtigsten Gerichten, die in Europa in die Sparte Fastfood fallen würden. Allein in Tokio gibt es über 5.000 Ramenlokale, in ganz Japan geht man von über 200.000 Ramenlokalen aus. Diese Restaurants können in verschiedensten Varianten auftreten.
So findet man in den meisten größeren japanischen Städten neben den klassischen Ramen-ya, die mit normalen Restaurants vergleichbar sind, auch Yatai (屋台) genannte mobile Verkaufsstände sowie die Tachiguiya (立ち食い屋) genannten Stehimbisse. Viele dieser Ramenlokale besitzen ein eigenes, oft geheimgehaltenes Rezept. Dieses Rezept ist zudem meist stark regional geprägt. Für ihre Ramen bekannte Orte in Japan sind Sapporo (Miso-Ramen), Asahikawa, Kitakata (Shoyu), Sano (Shoyu), Ogikubo in Tokio (Shoyu), Takayama, Wakayama, Onomichi, Hakata in Fukuoka (Tonkotsu), Kumamoto (Tonkotsu).
In neuerer Zeit versucht man auch mit neuen Variationen das Angebot zu erweitern.
International werden Ramen-Restaurants meist als Trendrestaurants angesehen, auch in Deutschland, Österreich und der Schweiz eröffnen immer mehr Restaurants, die sich auf dieses japanische Gericht spezialisiert haben. Oft werden zwar asiatische Schnellimbisse auch als Nudelbar oder Ramen-Bar bezeichnet, haben aber selten Nudelsuppen im Angebot, noch folgen sie überhaupt dem Konzept der ursprünglichen Herkunft.
Außerhalb Japans haben Instantramen (Instantsuppen) eine weit größere Bedeutung als frisch hergestellte Ramen. 2007 wurden weltweit etwa 97,9 Mrd. Packungen verkauft, die Länder mit den größten Absätzen sind China, Indonesien, Japan und die USA. 2021 wurden nach Schätzung der World Instant Noodles Association – WINA weltweit etwa 118 Mrd. Packungen verkauft und zu den größten Abnehmerländern zählten China, Indonesien, Vietnam und Indien. Im Vergleich zu 2007 lag der Absatz in Japan 2021 weltweit auf dem fünften Platz und die USA war auf Platz sechs. (genauere Zahlen siehe Tabelle) Seit den 2010er Jahren wird berichtet, dass Instantramennudeln von Jugendlichen in Deutschland als Snack in ungekochter Form ähnlich wie Chips gegessen werden.

## Etymologie
Der Begriff Ramen (japanisch ラーメン, 拉麺 rāmen) ist ein chinesisches Lehnwort in der japanischen Sprache. Die japanische Aussprache leitet sich vom chinesischen Lāmiàn (chinesisch 拉麵, Jyutping laai1min6, Pe̍h-ōe-jī lá-mī – „gezogene Nudeln“) ab. Anderen Theorien zufolge soll der Begriff auf andere chinesische Wörter zurückzuführen sein, so unter anderem Lǎomiàn (chin. 老麵 – alte Nudeln) oder Lǔmiàn (chin. 鹵麵 – ein Nudelgericht in mit Stärke angedickter Sauce). Der heutige Begriff wurde erst spät im Nachkriegsjapan in der zweiten Hälfte des 20. Jahrhunderts populär. Noch bis Anfang der 1950er Jahre war die Bezeichnung Shina-Soba (jap. 支那そば) üblich. Stattdessen wird heute in Japan neben Ramen meist der Begriff Chūka soba (jap. 中華そば ‚chinesisches Soba‘) oder Nankin soba (jap. 南京そば ‚Soba nach Nanjing-Art‘) genutzt, da die historische Bezeichnung Shina (支那)  a für China heute in Japan eine pejorative Konnotation bei Chinesen, insbesondere in China bzw. chinesischen Gemeinden weltweit, hervorruft.
Anmerkung

## Zubereitung
Ramen hat fünf traditionelle Zutaten: Nudeln, Brühe, Tare, Aromaöl und Toppings.

### Nudeln
Die Ramennudeln (ラーメンの麺 rāmen no men), in Japan auch China-Nudeln (中華麺 chūka men, deutsch ‚chinesische Nudeln‘) genannt, werden aus einem Teig mit den Grundbestandteilen Weizenmehl, Salz, Wasser und Kansui (かん水, 鹼水 ‚alkalisches Wasser‘) hergestellt. Der Zusatz Kansui, bestehend aus einem hohen Anteil an Kaliumcarbonat und Natriumcarbonat sowie Spuren von Phosphorsäure, verleiht den Nudeln ihre spezielle gelbliche Farbe und ihren spezifischen Geschmack. Teilweise werden auch Eier anstatt Kansui verwendet, es gibt aber auch Nudeln ganz ohne Kansui und Eier.
Insgesamt werden vier Grundtypen unterschieden: Kansōmen (乾燥麺 ‚getrocknete Ramennudeln‘), Namamen (生麺 ‚frische Ramennudeln‘), Mushimen (蒸麺 ‚gedämpfte Ramennudeln‘) sowie Insutanto Rāmen (インスタント・ラーメン ‚Instantnudeln‘). Während die frischen Ramennudeln möglichst am Herstellungstag verwendet oder nur kurz im Kühlschrank gelagert werden sollten, sind Instantnudeln zum Teil mehrere Monate lagerfähig. Ramennudeln gibt es in verschiedenen Formen, wie als dicke oder dünne Nudeln, als lange und kurze Nudeln oder auch als glatte, verknäuelte, bandartige Nudelform.

### Brühe
Abhängig von Basis und Zubereitungsweise der verwendeten Brühe werden verschiedene Grundtypen von Ramen unterschieden:
- Shoyu-Ramen (醤油ラーメン) basiert auf einer Brühe, die vor allem mit japanischer Sojasauce gewürzt wird. Die Brühe ist meist bräunlich und klar. Diese Variation ist die in Tokio am weitesten verbreitete Ramen-Art.
- Bei Miso-Ramen (味噌ラーメン) ist das Miso – eine Paste aus fermentierten Sojabohnen – geschmacksbestimmend. Oft werden Miso-Ramen mit Chilis gewürzt. Da die Herstellung von Miso regionalen Unterschieden unterliegt, kann die Brühe für Miso-Ramen sehr unterschiedlich aussehen.
- Für Shio-Ramen (塩ラーメン) spielt Salz als geschmackliche Basis der Brühe die Hauptrolle und gibt dieser Ramen-Art ihren Namen. Oft wird jedoch die Brühe für Shio-Ramen unter Verwendung von Fisch- und Meeresfrüchte-Brühe hergestellt. Die Brühe ist meist hell und klar.
- Tonkotsu-Ramen (豚骨ラーメン) ist eine vor allem auf der im Südwesten Japans gelegenen Insel Kyūshū vorzufindende Ramen-Variation. Auffällig ist die weißliche trübe Brühe, die durch langes Auskochen von Schweineknochen hergestellt wird. Durch diesen Prozess werden große Mengen Gelatine freigesetzt, was der Brühe eine besondere Cremigkeit verleiht. Im erkalteten Zustand geliert Tonkotsu-Brühe.[16]

Diese vier Variationen stellen nur die geläufigsten Grundtypen dar, zudem gibt es noch unzählige Kombinationen und Erweiterungen der Grundrezepte.
- Karē-Ramen (カレー・ラーメン) stellt eine Variation des Tonkotsu-Ramen mit mildem Currygeschmack nach japanischer Art dar. Die Basis der Brühe besteht hauptsächlich aus einer Auskochung von Schweineknochen, serviert mit verschiedenen Beilagen aus beispielsweise Wakame-Algen, Mungbohnensprossen und geröstetem Schweinefleisch nach kantonesischer Art – Chāshū.[17] Das Karē-Ramen ist ein „jüngerer“ Trendgeschmack in Japan. Verschiedene japanische Städte behaupten, Ursprungsort dieses Lokalgerichts zu sein, wie die Stadt Katori in der Präfektur Chiba.[17] Hingegen sollen Bürger von Muroran in Hokkaidō dieses Gericht 1965 erfunden haben.[18] Die Stadt Sanjō in der Präfektur Niigata soll diese Speise sogar schon über 80 Jahre kennen.[19]

### Beilagen bzw. Toppings
Neben verschiedenen Nudelvariationen und der Brühe sind die verwendeten Beilagen entscheidendes Merkmal von Ramen. Verwendet werden verschiedenste Fleisch- und Fischsorten, Gemüse, gebratene Eier, würzig gekochte Eier – wie Soleier – und sogar Teigtaschen und vieles mehr. Als Teigtaschenbeilage verwendet man beispielsweise Wan Tan oder Gyōza. Einige der üblichen Beilagen sind Nori (海苔 bzw. のり ‚gerösteter gewürzter Seetang‘), Negi (ネギ ‚Lauchzwiebeln‘), Wakame (ワカメ, 若布, 和布 ‚Braunalge der Art Undaria pinnatifida‘), Shinachiku (支那竹 ‚eingelegte Bambussprossen‘), Umeboshi (梅干し ‚salzige Ume-Pflaume‘), Maguro (鮪 ‚Thunfisch‘), Kamaboko (蒲鉾 ‚püriertes, in Form gepresstes, gedämpftes Fischfleisch‘), Kakuni (角煮, かくに ‚geschmortes Schweinefleisch‘), Yakibuta (焼豚 ‚Schweineschinken‘), Chāshū (チャーシュー bzw. 叉焼 ‚gegrilltes oder gekochtes Schweinefleisch nach kantonesischer Art‘), Spinat, Weißkohl, Takana (タカナ, 高菜 ‚Japanischer Senf, ein Verwandter des Breitblättriger Senf‘), Mais, Bohnen, Keimsprossen, Shiitake-Pilze (シイタケ, 椎茸), Kikurage-Pilze (キクラゲ, 木耳 ‚Judasohr‘) usw.

Ramen – ラーメン – 01
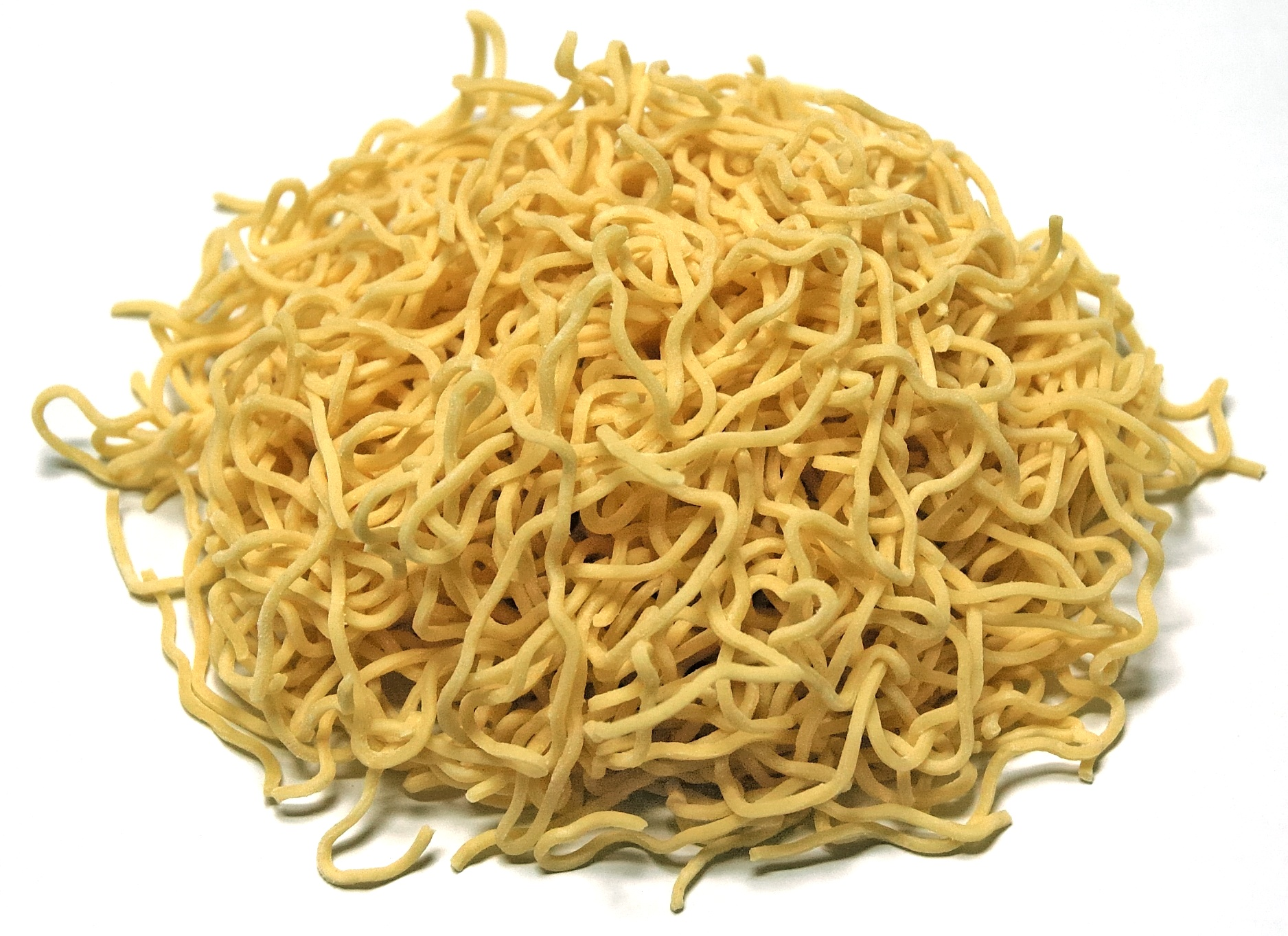
Ramennudeln – 生麺 – frisch erzeugt, 2005
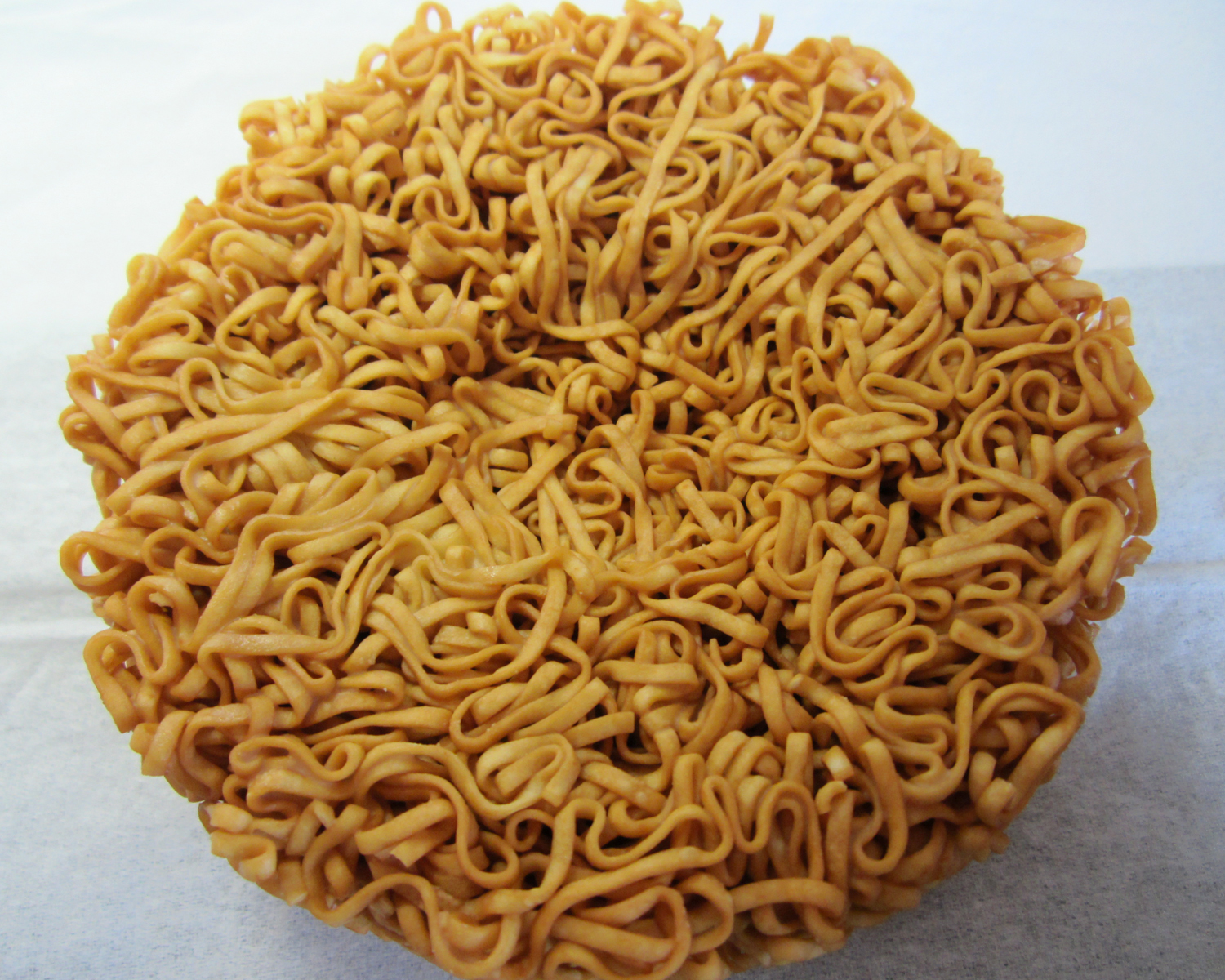
Ramennudeln – Scheibenform, 2012
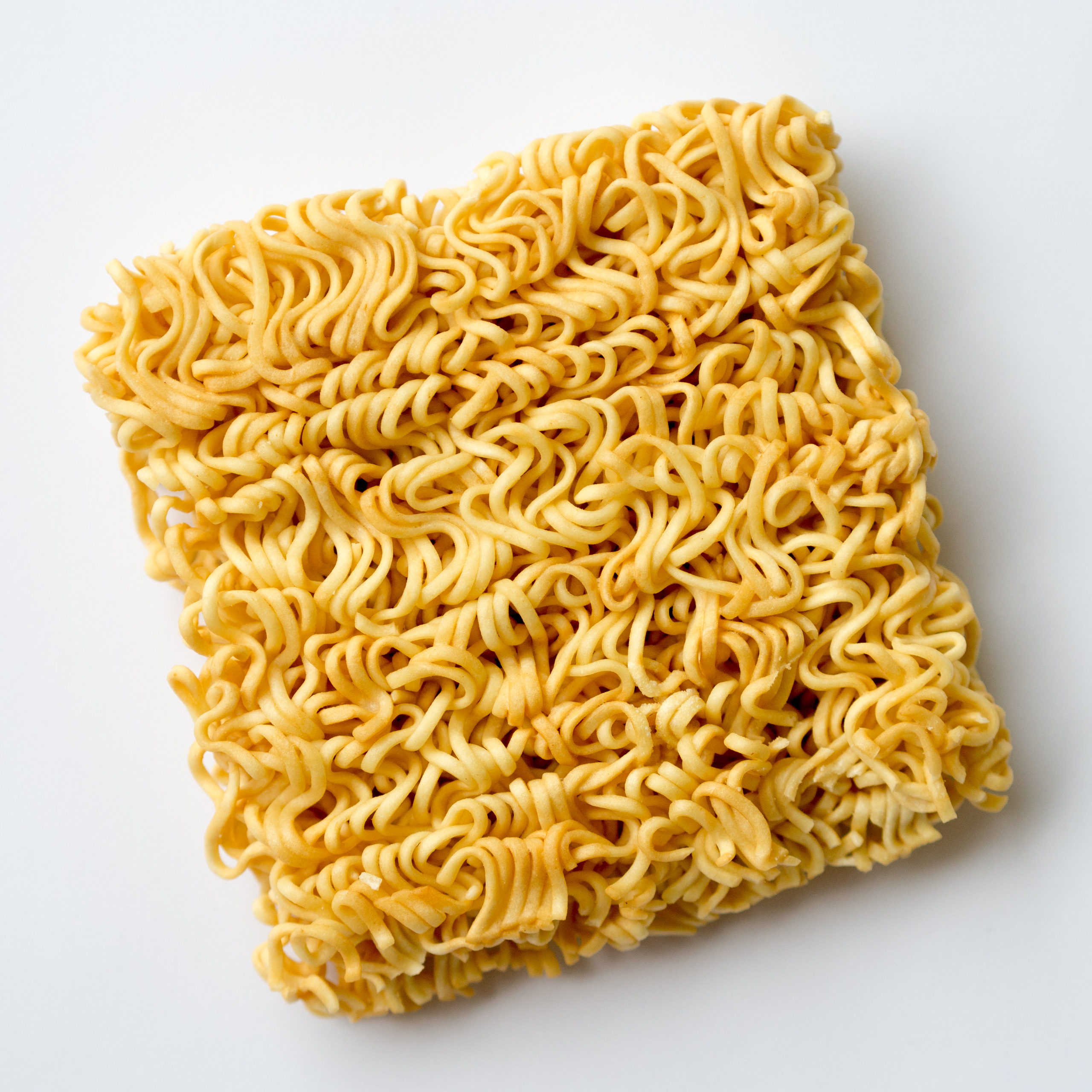
Ramennudeln – Blockform, 2014
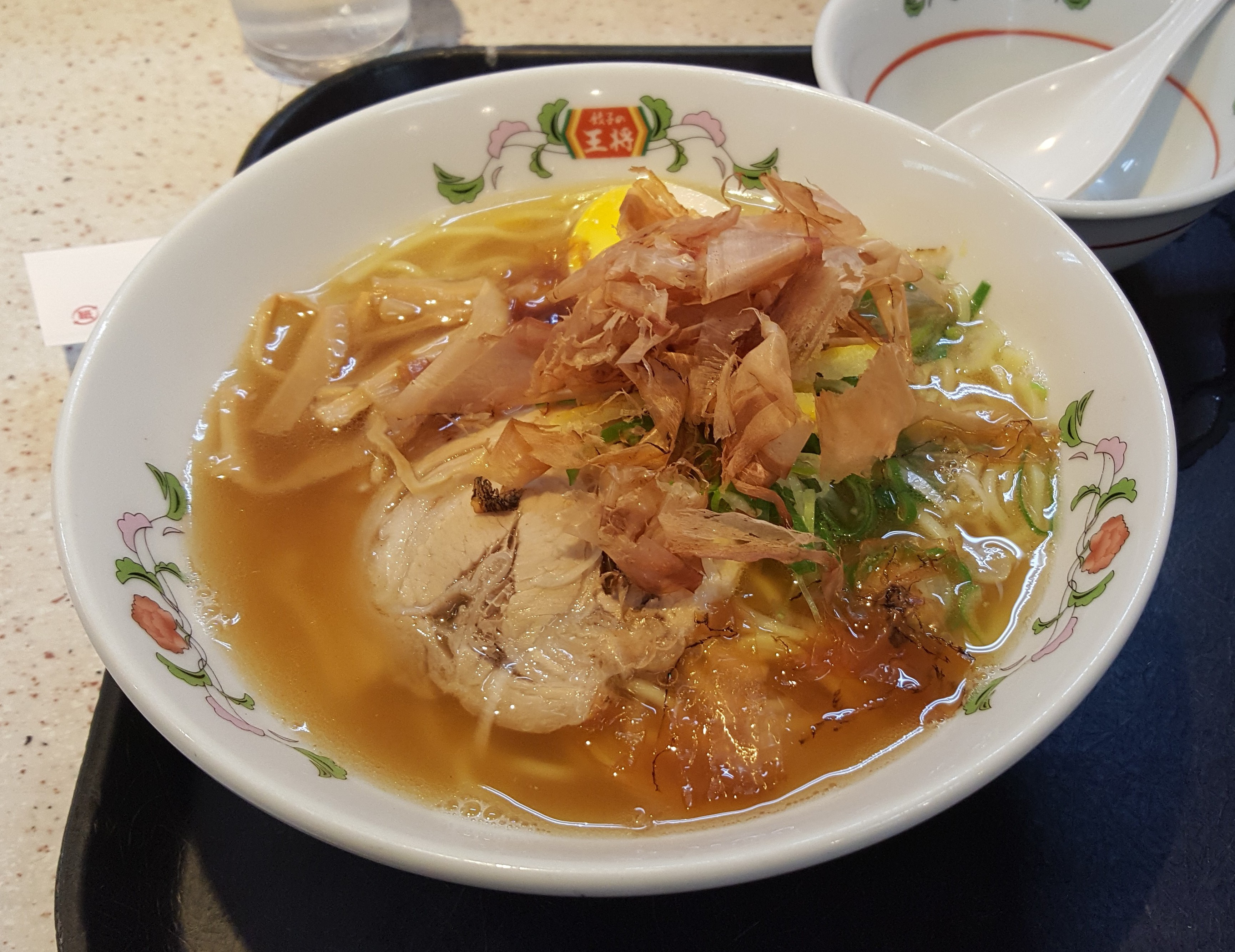
Shoyu-Ramen – 醤油ラーメン von Gyoza no Ohsho, Fuchu 2019
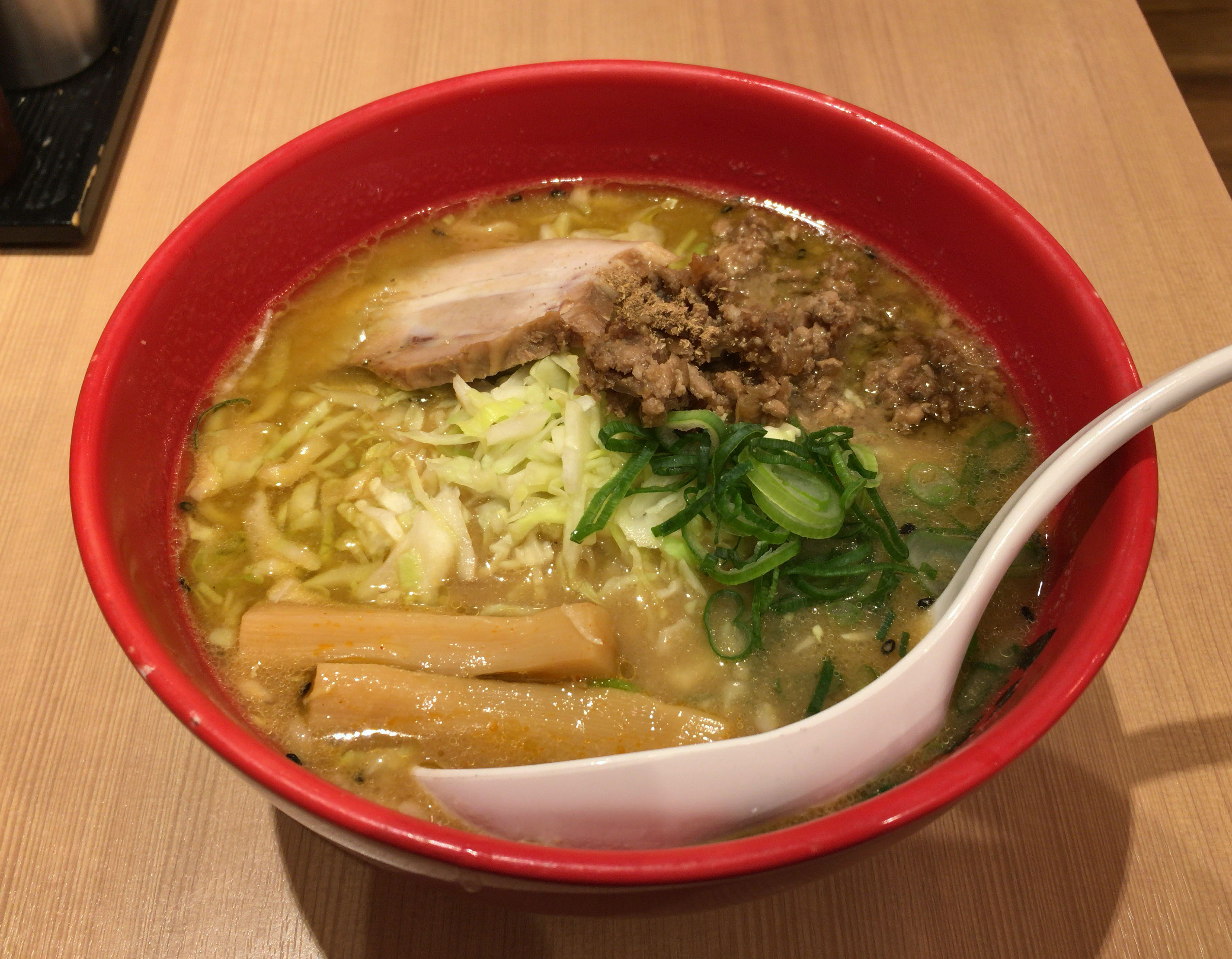
Miso-Ramen – 味噌ラーメン von Dosanko-Ramen, Hokkaidō 2019
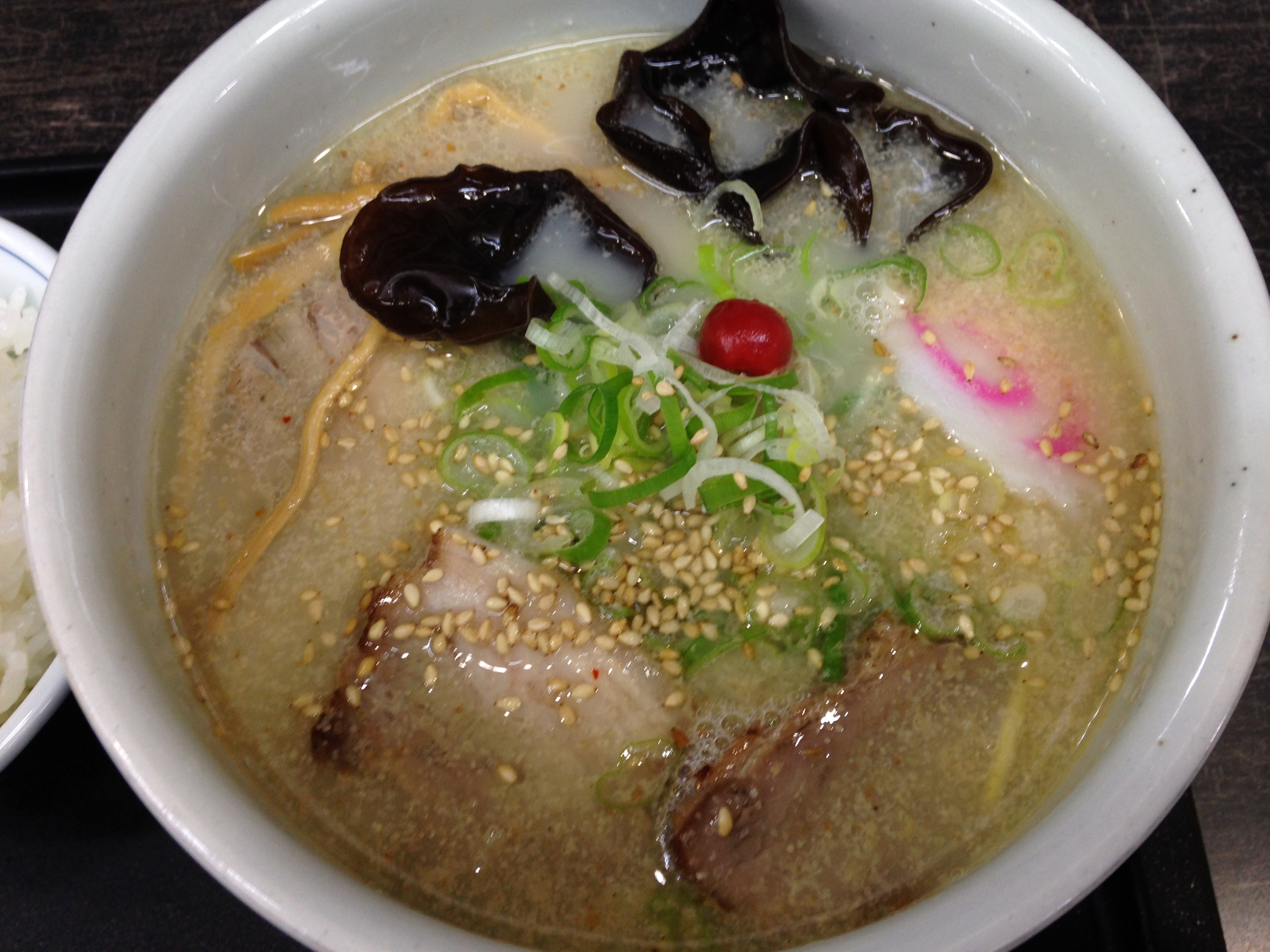
Shio-Ramen – 塩ラーメン von Santoka-Ramen, Sapporo 2017
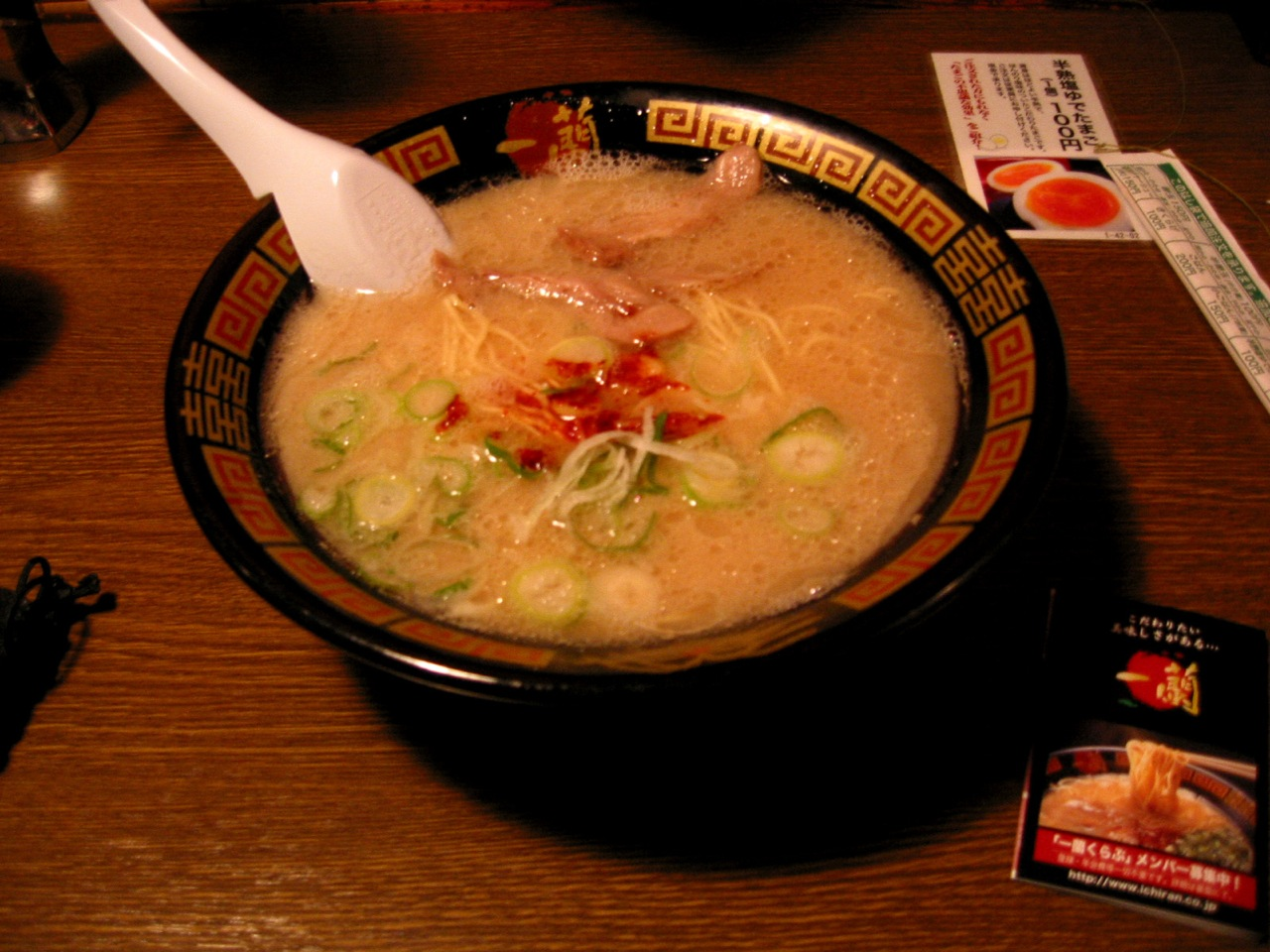
Tonkotsu-Ramen – 豚骨ラーメン von Ichiran-Ramen, Shibuya 2008
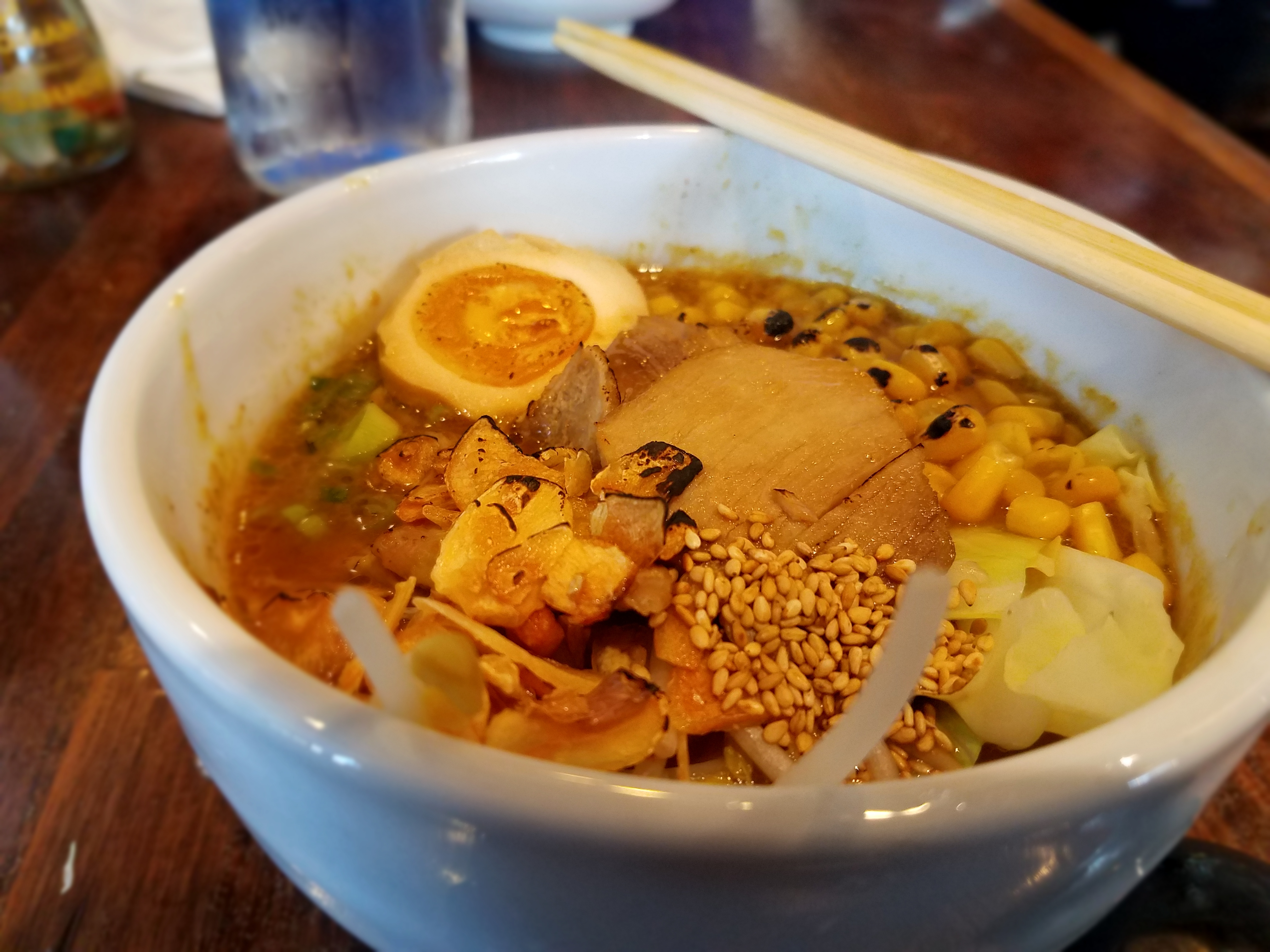
Karē-Ramen – カレー・ラーメン, San Diego 2018

## Geschichte

### Ramen in der japanischen Küche

#### Ursprung
Der Ursprung der Ramen liegt in der chinesischen Küche, jedoch wurde das Gericht im Laufe der Zeit der japanischen Küche angepasst. Eine Theorie zur Einführung der chinesischen Nudeln geht auf den Vorsteher des Daimyat Mito-Tokugawa Mitsukuni (1628–1701) zurück, für den der chinesische Gelehrte Zhu Zhiyu (1600–1682) Nudeln zubereitet haben soll, der im alten Japan als politischer Flüchtling vor den kaiserlichen Beamten der Qings Zuflucht fand. Jedoch verneinen viele japanische Historiker diese Theorie, um den japanischen Ursprung der Speise zu unterstreichen. Die eigentliche Verbreitung begann jedoch erst mit der Meiji-Zeit (1868–1912), also etwa 200 Jahre später. Die andere Theorie zum Ursprung des Ramens in Japan soll durch chinesische Einwanderer im späten 19. Jh./Anfang 20. Jh. in Yokohamas Chinatown eingeführt worden sein, klingt jedoch ebenso plausibel. Nach den Aufzeichnungen des Yokohama Ramen Museum fand das Nudelgericht aus China den Weg nach Japan im Jahre 1859. Die ersten Ramen in diesem Zeitraum waren Weizennudeln mit geröstetem Schweinefleisch nach chinesischer Art als Topping (チャーシューメン bzw. 叉焼麺 chāshū·men) (siehe auch Ursprung und Etymologie von Karate). Zu diesem Zeitpunkt passte sich der Geschmack der Ramen auch mehr und mehr japanischen Gewohnheiten an. Damals war jedoch Shina-Soba (支那そば – „chinesisches Soba“) die übliche Bezeichnung.

#### 20. Jahrhundert
1910 eröffnete ein Japaner das erste spezialisierte Ramen-ya Rairaiken (ラーメン屋 来々軒) in Japan im Tokioter Stadtteil Asakusa – im Bezirk Taitō – mit zwölf angestellten kantonesischen Köchen aus Yokohamas Chinatown, die die japanischen Gäste bewirtschafteten. Nach dem Zweiten Weltkrieg – genauer Pazifikkrieg (1937–1945) – stieg die Popularität dieses Gerichts erneut, da zum einen Mehlimporte aus den USA den Preis für Mehl senkten und zum anderen viele japanische Soldaten aus China und Ostasien zurückkehrten und mit der dort verbreiteten Küche vertraut waren. Mit Ende des Krieges begann die Zeit der Ramen-ya (ラーメン屋) genannten Schnellimbisse, in denen Ramennudeln serviert wurden.
An heißen Sommertagen werden die in Ramen verwendeten Nudeln auch in einer Art Nudelsalat gegessen, hiyashi chuuka (冷やし中華 ‚kalte chinesische (Nudeln)‘), genannt.

### Ramen in anderen asiatischen Küchen

#### Korea
Suppen, die den in Japan gekochten Ramen ähneln, lassen sich in vielen anderen asiatischen Küchen finden. Bestes Beispiel dafür sind die koreanischen Ramyeon (kor. 라면, oft auch Ramyun, siehe Shin Ramyun), die aber im Allgemeinen mit viel Chili gewürzt und somit deutlich schärfer sind als japanische Ramen. Gimchi (kor. 김치, auch Kimchi), durch Fermentierung konservierter Kohl mit Chili, ist eine der häufigsten Beilagen in der koreanischen Küche und wird so auch oft als Beilage zu Ramyeon verwendet. Doch auch Teigtaschen wie das koreanische Mandu, Tteok oder Käse sind in Korea beliebte Beilage bzw. Garnierung zum Ramyun. In Japan findet man auch Ramen koreanischer Art, was darauf zurückzuführen ist, dass koreanischstämmige Japaner die größte ethnische Minderheit in Japan bilden.

#### China
Im historischen Ursprungsland China findet man sowohl Instantramen als auch frisch zubereitete Nudel-Suppen (chin. 湯麵,  tāngmiàn, Jyutping tong1min6 – „sinngemäß: Nudeln in Brühe“) mit industriell erzeugten Nudeln oder handgezogenen Lāmiàn (chin. 拉麵, auch 手拉麵); deren Variantenreichtum variiert regional aufgrund unterschiedlicher Essgewohnheiten in den verschiedenen Regionen Chinas. Nudeln, die den in Ramen verwendeten ähneln, findet man vor allem in Bratnudelgerichten wie Chǎomiàn (oft auch Chow Mein, siehe Mie-Nudeln), die dem japanischen Yakisoba ähneln. In den japanischen Restaurants Chinas wird „Ramen nach japanischer Art“ als rìshì lāmiàn – chin. 日式拉麵 – oder rìběn lāmiàn – chin. 日本拉麵 – „japanische Ramen“ – bezeichnet und oft mit japanischen Tempura- oder Yakitori-Gerichten serviert. Interessanterweise bevorzugt man in Japan zum Ramengericht hingegen eher Karaage oder Gyōza als Beilage.

#### Vietnam
Die vietnamesische Küche kennt eine Nudelsuppe namens phở, deren Nudeln und Beilagen nur durch Überbrühen mit heißer Brühe direkt im Essgefäß gegart werden. Die verwendeten Nudeln sind Bandnudeln aus Reismehl. Eine direkte Verbindung zu Ramen ist aber nicht bekannt.

### Ramen als Fertiggericht
Das erste Ramen-Fertiggericht wurde 1958 als Chicken Ramen in Japan von der Firma Nissin Food Products auf den Markt gebracht. Als Erfinder der Fertignudelsuppe gilt der japanische Unternehmer Momofuku Andō, der bis zu seinem Tod am 5. Januar 2007 Präsident der Firma war. Im ersten Jahr verkaufte die Firma 13 Mio. Packungen, bereits im zweiten Jahr waren es 60 Mio. Die Nudeln der ersten Instantramen waren vorgewürzt, und es gab keine Würzmischung, die zusätzlich hinzugegeben werden musste. Beworben wurde das Produkt mit dem Slogan „Einfach heißes Wasser hinzugeben und zwei Minuten warten“. Zunächst waren Instantramen etwa sechsmal teurer als ein vergleichbares Produkt mit frischen Nudeln. Doch zusammen mit anderen Instantprodukten, wie Instantkaffee, gewannen die Nudelsuppen immer mehr Beliebtheit. Die Vielfalt der angebotenen Produkte nahm mit steigender Beliebtheit zu, so dass auch bald andere traditionelle Nudelgerichte wie Yakisoba oder Wan Tan als Instantversionen erhältlich waren.
Es werden fast alle Nudeln in Instantramen durch einen Frittierprozess haltbar gemacht. Die frischen Nudeln werden in heißes Öl getaucht, so dass das in ihnen enthaltene Wasser verdampft und die Nudeln nach dem Abtropfen des Öls trocken sind. Durch den geringen Wassergehalt (<10 %) wird eine Ausbreitung von Mikroorganismen verhindert und damit eine hohe Haltbarkeit ohne Konservierungsstoffe erreicht. Seit den späten 1960er Jahren existiert jedoch auch ein Verfahren, um Ramen ohne Frittieren haltbar zu machen. Diese Non-Fry-Ramen werden durch eine Behandlung in heißer Luft getrocknet, was die Haltbarkeit erhöht. Da bei diesem Prozess der Geschmack der Nudeln leidet, muss dieser Verlust durch Zugaben in der Gewürzmischung ausgeglichen werden.
Die ersten Instantramen außerhalb Japans wurden 1963 durch die südkoreanische Firma Samyang Foods in Zusammenarbeit mit der japanischen Firma Myojo Foods Co. hergestellt. 1966 wurde ebenfalls in Südkorea durch die Firma Lotte Food Company (seit 1978 Nongshim, gelegentlich Nong Shim) eine weitere nichtjapanische Instantramen-Produktion gestartet. Die Firma ist noch der größte koreanische Produzent von Instantnudelsuppen und besitzt große Marktanteile in Japan und den USA. Bekannt ist Nongshim vor allem für seine seit Oktober 1986 hergestellte Marke Shin Ramyun (신라면, R.R. shin ramyeon), wobei es sich um Ramen in scharf gewürzter Rinderbrühe handelt.
1971 wurde erneut durch die Firma Nissin eine weitere Neuentwicklung des Firmenpräsidenten Andō Momofuku vorgestellt, die den Ramen-Markt erweiterte: Anstatt die einzelnen Zutaten in einer Plastiktüte zu verkaufen, wurden die Nudeln und Gewürze in einem Plastikbecher verpackt, der gleichzeitig als Essbehälter dienen konnte. Da Nissin Cup Noodles nicht wie andere Instantnudeln gekocht werden können, sondern nur mit kochendem Wasser überbrüht werden, wird das Weizenmehl zum Teil durch Kartoffelstärke ersetzt. Dadurch kann erreicht werden, dass die Nudeln auch ohne längere Kochzeiten gar werden. Die Idee der Cup Noodles – in Japan meist Cup Ramen genannt – wurde ebenfalls ein großer Erfolg und wurde von anderen Herstellern – nicht nur von Nudelsuppen – übernommen, in Südkorea erst zehn Jahre später (November 1981 von Nongshim).
Größere Portionen werden nicht in Tassen, sondern in Schüsseln angeboten und sind unter dem Namen Bowl Noodles zu finden. In Japan werden mittlerweile mehr Cup und Bowl Ramen verkauft als in Plastiktüten verpackte. (Stand 2004 61,6 %)
Nachdem Ende der 1980er Jahre in Japan zunächst frische Udon als Fertignahrung zu kaufen waren, wurden kurze Zeit später auch als Nama bezeichnete Fertiggerichte mit frischen Ramen vorgestellt und verkauft. Da jedoch die Haltbarkeit weit unter der von trockenen Instantramen liegt, hat diese Spielart von Instantramen außerhalb Japans kaum Bedeutung.
Die ersten Instantramen in den USA waren Top Ramen der Firma Nissin, welche dort 1970 eingeführt wurden. Dort sind sie mittlerweile sehr stark verbreitet und billig, so dass sie oft als negativ belastetes Synonym für einfaches und vor allem von Studenten zubereitetes Essen genutzt werden. Von den USA aus erreichten die Produkte auch andere westliche Länder, so auch den deutschsprachigen Raum. Während hier viele Instantramen aus asiatischen Herkunftsländern nur in Asia-Läden zu finden sind, gibt es jedoch auch eine kleine Auswahl zum Teil an den Markt angepasster Instantramen im Sortiment großer Supermärkte. Zumeist sind dies die Produkte der Reihe Top Ramen von Nissin, aber auch Demae Ramen oder Cup Noodles vom selben Hersteller werden angeboten. Diese Instantramen werden aber nicht aus Japan importiert, sondern in den europäischen Niederlassungen der Firma in Deutschland und Ungarn (bis 2004: Niederlande) hergestellt. Europäische Firmen bieten keine Instantramen an, es gibt lediglich Instantnudelsuppen, deren Geschmack phantasiereich und werbetechnisch als „asiatisch“ bezeichnet wird, wie die Produkte aus der Serie Magic Asia der Nestlé-Marke Maggi (ehemals verkauft als Asia Nudel Snack). Da Maggi weltweit mit verschiedenen Produkten auf dem Markt zu finden ist, ist es aber nicht verwunderlich, dass auch in Teilen Ostasiens, speziell Singapur und Malaysia, Maggi-Instantnudeln zu finden sind.
Die ersten Ramen für den Weltraum wurden ebenfalls von der Firma Nissin hergestellt. Zusammen mit der Japan Aerospace Exploration Agency (JAXA) wurde seit 2001 eine Suppe entwickelt, die den Ansprüchen an Weltraumnahrung entspricht. Der erste Einsatz der Space Ramen war der Shuttle-Flug STS-114 der Raumfähre Discovery im Juli und August 2005, an der der Japaner Noguchi Sōichi teilnahm. Als Geschmacksrichtungen standen ihm Shōyu-Ramen, Miso-Ramen, Curry-Ramen und Tonkotsu-Ramen zur Verfügung.
Hot Chicken Flavor Ramen vom südkoreanischen Produzenten Samyang Foods entwickelte sich zu einem Internetphänomen aufgrund der Schärfe. Personen lieferten sich mit den Instantramen Wettbewerbe, wer länger durchhält oder diese überhaupt essen kann.

#### Ramen in Dose
Neben gewöhnlichen Produkten von Instantramen in Kunststoffverpackungen aus Tüten, Bechern und Schalen gibt es lokal vereinzelt in Japan auch verpackte Ramen in Dosen aus Metall als Fertiggericht. Ein lokales Restaurant im Stadtteil Akihabara von Tokio stellt fertig zubereitete Ramen als Instantgericht industriell her und vertreibt diese in Verkaufsautomaten mit Warmhaltefunktion. Kunden können die so erwärmten Fertigramen – ramen kan (らーめん缶 deutsch ‚Dosenramen‘, englisch Can Ramen) genannt – als Fertigspeise mit Besteck einfach vom Automaten kaufen und ohne Hinzugabe von heißem Wasser sofort verspeisen. Zu den wenigen Geschmacksrichtungen gehören Tonkotsu- und Currygeschmack.

Ramen – ラーメン – 02
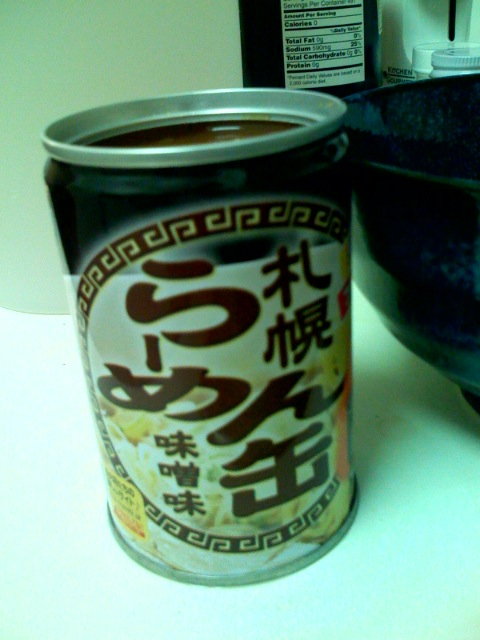
Can Ramen – Miso, 2007
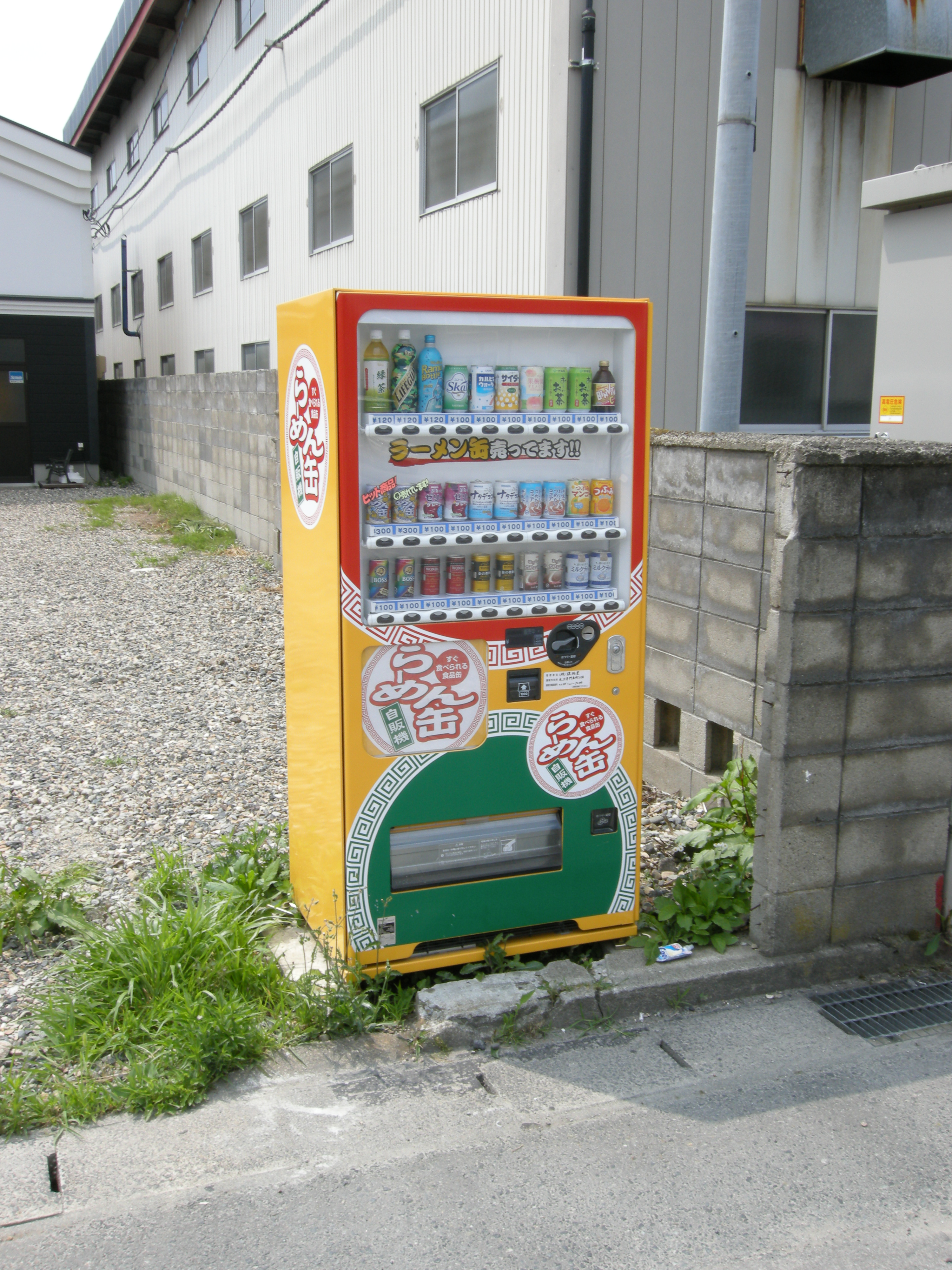
Dosenramen – Automat, 2008
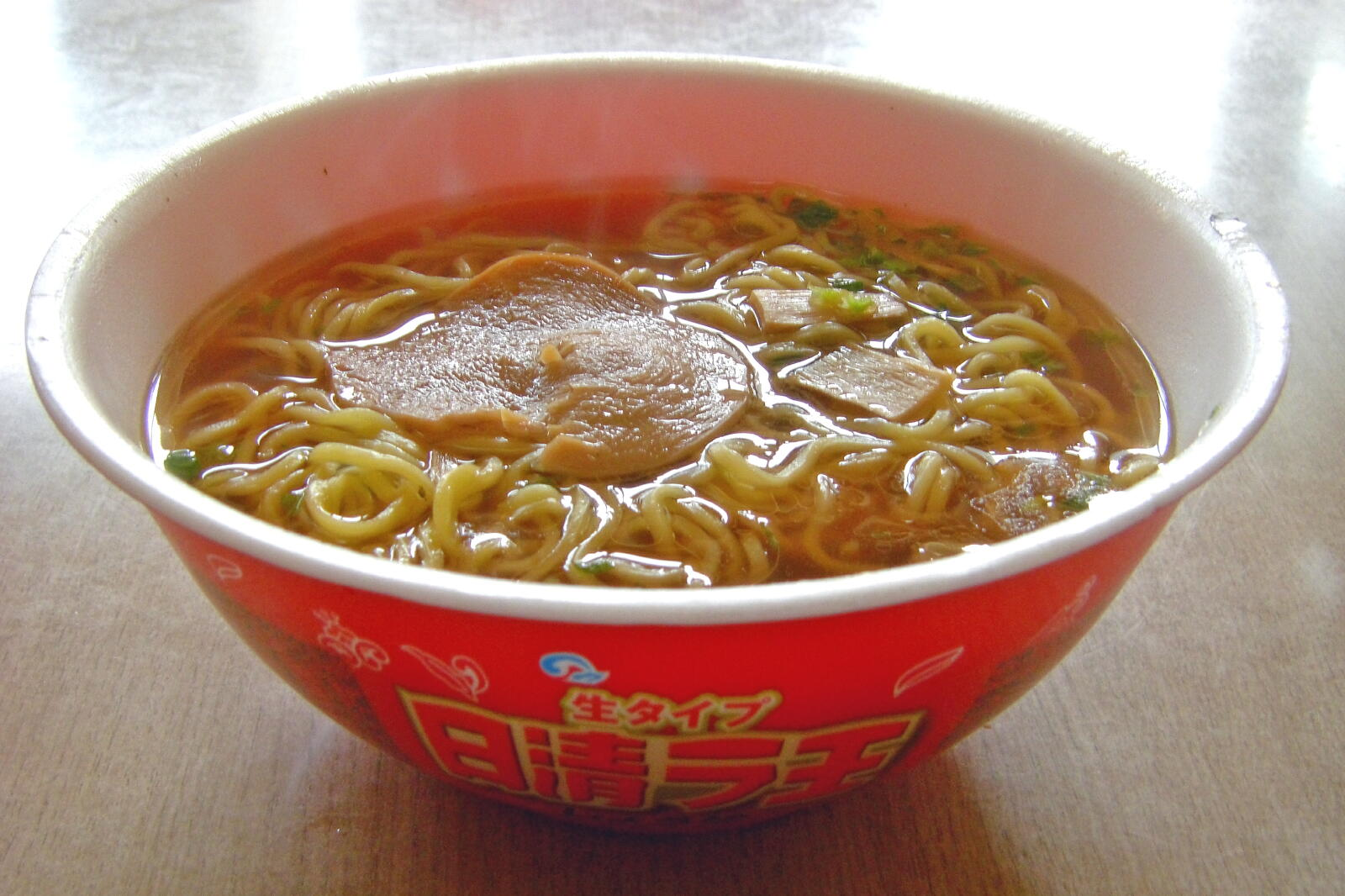
Bowl Ramen – Shoyou-Geschmack, 2009
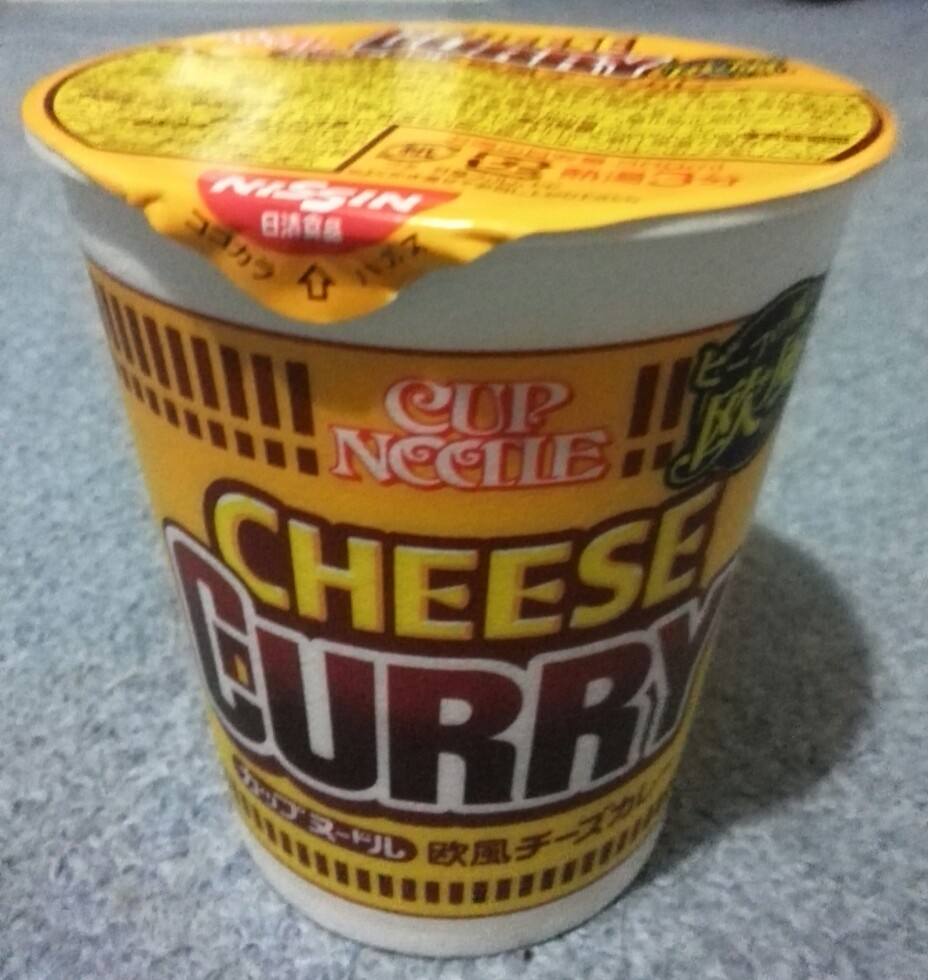
Cup Ramen – Käse-Curry, 2016
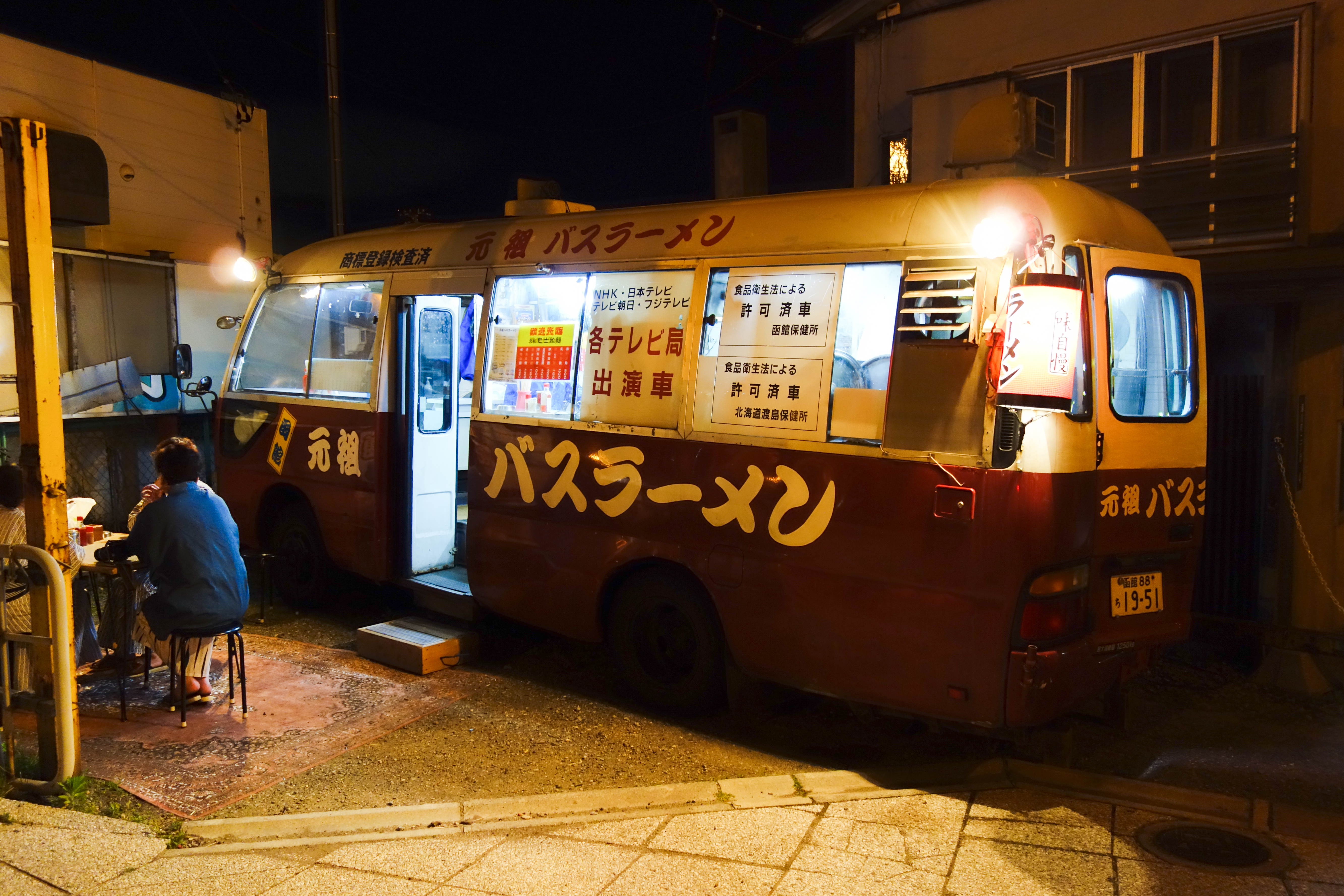
Ramen-Bus – ungewöhnliches Ramen-ya, Hakodate 2013
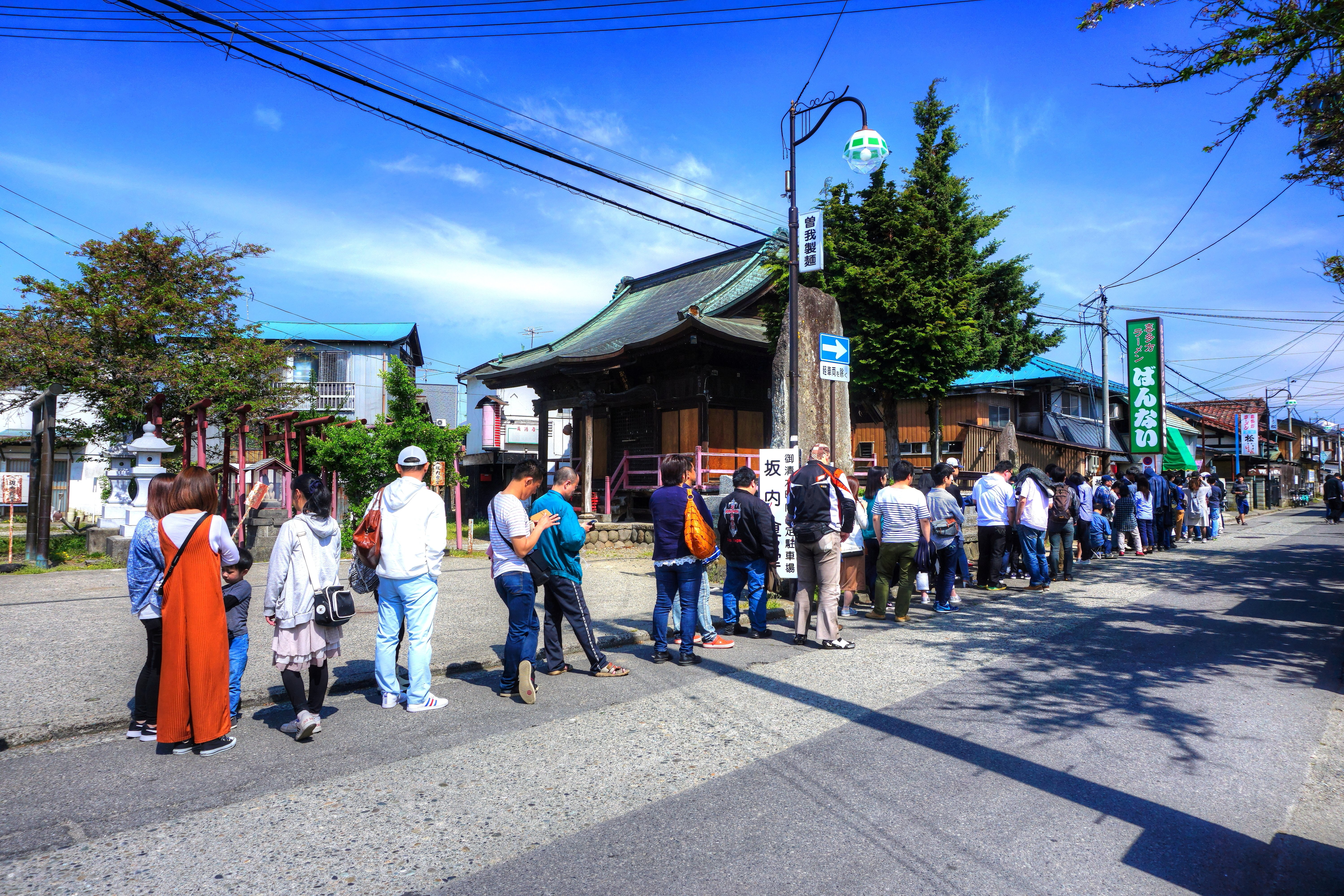
Gästeschlange – Bannai Shokudo-Ramenlokal, Kitakata 2017
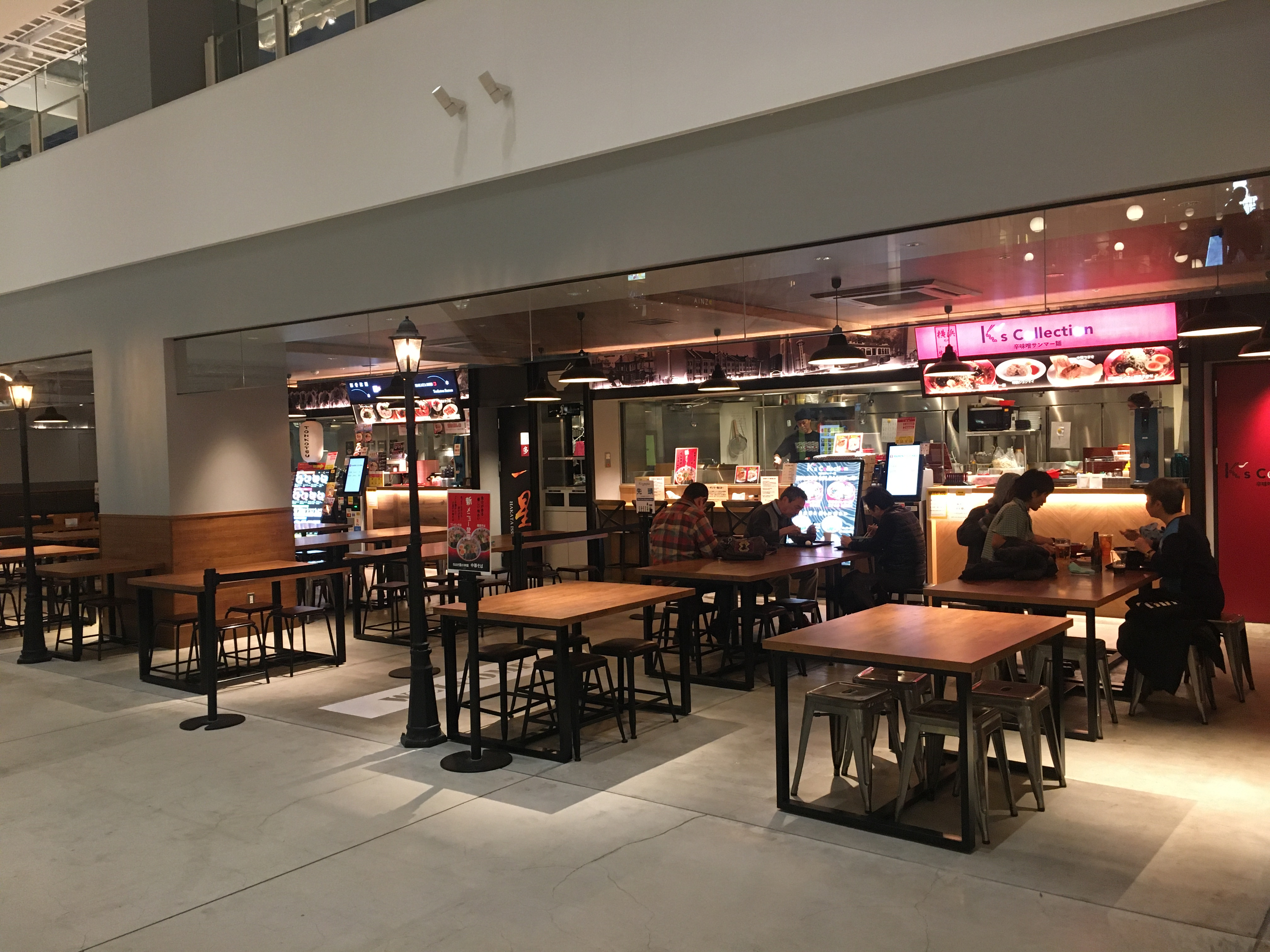
Innenraum – Ramen Food Hall, Yokohama 2020

## Ramen in den Medien

### Film, Literatur und Kunst
Der japanische Film Tampopo des Regisseurs Jūzō Itami aus dem Jahr 1985 ist wohl das bekannteste Werk, in welchem Ramen eine zentrale Rolle spielen. Der Film zeigt in Episoden, die sich in die Haupthandlung einfügen, welche Bedeutung Essen in den Leben verschiedener Personen einnimmt. Auch wenn durch diesen Film Ramen einen großen Imagegewinn verzeichnen konnten, sind durch ihn auch einige Missverständnisse aufgekommen. So gibt es kein mit der Teezeremonie vergleichbares Ritual, wie man Ramen essen sollte. Allerdings wird dies dem Betrachter der Szene durchaus bewusst, wenn er den ironischen Humor des alten Mannes versteht, der einen übereifrigen jungen Mann (der die Geheimnisse des Ramen-Konsums erlernen möchte) sehr feinsinnig auf den Arm nimmt.
Ein weiterer Film, der sich dem Thema Ramen widmet, ist der US-Film The Ramen Girl des Regisseurs Robert Allan Ackermann aus dem Jahr 2008. Er handelt von einer jungen Amerikanerin, gespielt von Brittany Murphy, die nach Tokio kommt und dort den Beruf der Ramen-Köchin erlernen will.
Ramen Teh ist ein japanisch-singapurisch-französischer Film von Regisseur Eric Khoo, der auf der Berlinale 2018 Premiere hatte.
Ramen – oft RAmen geschrieben – ist auch die traditionelle Abschlussformel aller Gebete an das Fliegende Spaghettimonster, die Gottheit einer im Juni 2005 von Bobby Henderson als Satire gegenüber Kreationisten gegründeten Glaubensgemeinschaft.

### Anime und Manga
In vielen japanischen Anime und Manga sind Verweise auf Ramen zu finden. Im Manga Kinnikuman tritt ein Charakter namens Ramenman auf, der so populär wurde, dass ihm eine eigene Manga-Serie gewidmet wurde. Auch Naruto Uzumaki, die Hauptfigur der weltweit erfolgreichen Manga-Serie Naruto, isst am liebsten Miso-Chāshū-Rāmen (味噌チャーシュー麺). Ebenso ernährt sich der Hauptcharakter Inu Yasha aus dem gleichnamigen Anime am liebsten von Ramen.
In bekannten Manga- bzw. Animeserien wie Dr. Slump oder Lupin ernähren sich die Charaktere oft durch Ramen aufgrund der schnellen Zubereitung und des geringen Budgets. So ist für gewöhnlich der Küchenschrank des „genialen“ Erfinders und Wissenschaftlers Senbei Norimaki von Dr. Slump meist mit Instantramen – in Becherform – als Hauptlebensmittel randvoll gefüllt. Inspektor Zenigata von Lupin ernährt sich meist von den zahlreich mitgeführten günstigen Cup Noodles – Instantramen in Becherform, da er meist unterwegs ist und nur ein armseliges Spesenkonto hat. In dem 2013 erschienenen Manga (Anime) Rāmen Daisuki Koizumi-san (englisch Ms. Koizumi Loves Ramen Noodles) der Genres Gourmet, Comedy und Seinen wird die Speise Ramen in ihrer zubereiteten Vielfalt zum Hauptthema der Geschichte um die Protagonistin Koizumi-san. Verschiedene Gerichte mit selbstgefertigten Ramennudeln in der Manga- und Animeserie Food Wars! Shokugeki no Soma wurden als Speise thematisiert.

## Ramen im Museum
Seit 1994 befindet sich in Yokohama, im Stadtteil Shin-Yokohama des Bezirks Kōho-ku, das „Shin-Yokohama Ramen Museum“ (新横浜ラーメン博物館 englisch Shin-Yokohama Raumen Museum), in dem auf mehreren Etagen ein Teil der Stadt aus der Zeit in den 1950er Jahren nachgebildet ist. Zu sehen sind unter anderem berühmte Ramen-ya – Ramenlokale, in denen die jeweiligen Ramen verkostet werden können. Das Museum liegt nahe dem Bahnhof Shin-Yokohama und ist in wenigen Gehminuten zu Fuß erreichbar.
2011 wurde das zweite Museum zum Thema Ramen, das Instantnudeln Museum Yokohama (カップヌードルミュージアム 横浜 englisch Cupnoodles Museum Yokohama) – amtlich Momofuku Ando Instant Ramen Museum Yokohama (安藤百福発明記念館 横浜 ‚Momofuku Andos Erfindungsgedenkmuseum Yokohama‘) –, im Bezirk Naka-ku von Yokohama eröffnet. Das interaktive Museum befasst sich auf mehreren Etagen mit der Geschichte und Erfindung der japanischen Instant-Nudelsuppe sowie dessen Erfinder Momofuku Ando. Im sogenannten „Nudelbasar“ – englisch Noodles Bazaar – darf man auf dem „Weg der Nudeln der Welt“ – englisch World Noodles Road – Momofuku Andos Suche nach dem Ursprung und Geschmack der Nudeln selbst folgen und in acht Länderstationen diese verkosten und probieren. Das Museum liegt in direkter Küstennähe und ist gut über die U-Bahn-Linie 3 der Blue Line am U-Bahnhof Minatomirai bzw. Bashamichi – in unmittelbarer Nähe zum Umsteigeknoten und Bahnhof Sakuragichō – erreichbar.
2021 wurde eine Niederlassung des japanischen Cup Noodles Museum zum 111sten Geburtstag Momofuku Andos am 5. März in Tsimshatsui, Hongkong eröffnet.